# Notio

Mapa con algunas de las principales antiguas ciudades griegas de Eólida, en la zona septentrional de Asia Menor. Notio era la ciudad más meridional.

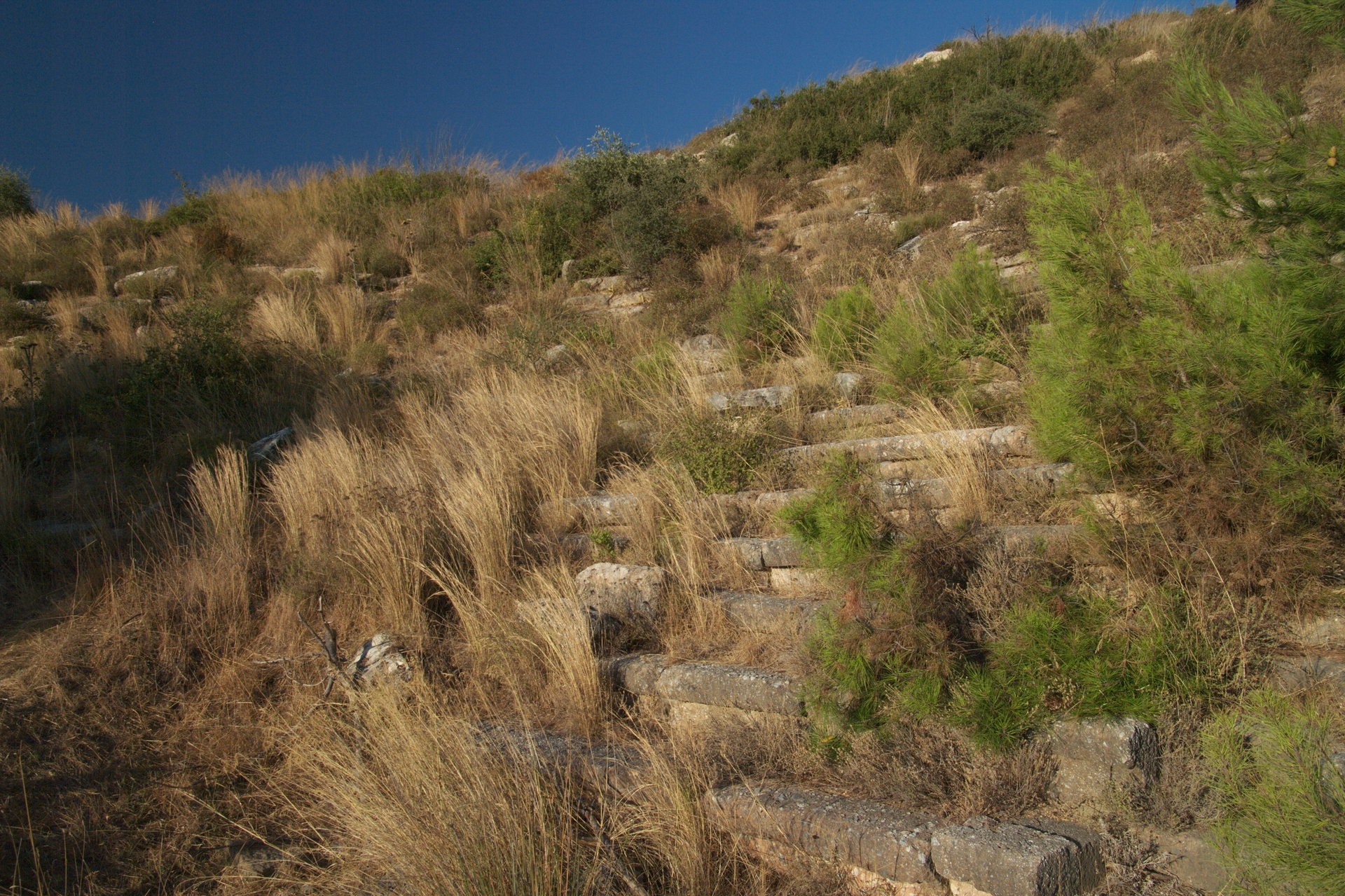
Restos del teatro de Notio.

Notio (griego antiguo Νότιον, 'sur') fue una antigua polis (ciudad) griega de la costa oeste de Anatolia. Estaba situada a unos 50 km al sur de Esmirna (Turquía), en el golfo de Kuşadası. Estaba emplazada sobre una colina desde la que se veía el mar; sirvió de puerto a las cercanas Colofón y Claros. Los peregrinos la transitaban en su camino al oráculo de Apolo en Claros. Subsisten los restos de murallas, necrópolis, un templo, el ágora, y el teatro griego.
La primera mención a Notio es de Heródoto, quien la incluye entre las ciudades eolias (de las cuales era la más meridional): «Cime —la llamada Fricónide—, Lerisas, Fuerte Nuevo, Temno, Cila, Notio, Egiroesa, Pitana, Egeas, Mirina y Grinia». Convencionalmente se ha identificado esta Notio eolia con el asentamiento ubicado cerca de Colofón, pero tal identificación es dudosa. Con respecto a la proximidad de la ciudad jonia de Colofón se ha sugerido que los colonos jonios negociaron su derecho de paso hacia el interior de su territorio o más probablemente alcanzaron originalmente uno de los valles fluviales. Aristóteles alude a la rivalidad existente entre los habitantes de Notio y los de su vecina Colofón. Robin Lane Fox, discutiendo el origen de la rivalidad entre las ciudades, escribe:

Las relaciones entre Colofón y la vecina Notio nunca fueron fáciles y su rivalidad puede ayudar a explicar la historia de la disputa entre los dos profetas de Claros. Los griegos eolios de Notio tuvieron una relación especial con el eolio Mopso, pero los griegos jónicos de Colofón tenían una relación especial con Calcas. Fue, entonces, particularmente atractivo para los controladores eolios de Claros afirmar que Mopso se había burlado de Calcas y había causado su muerte.

H. W. Parke sugiere que en el siglo VII a. C. «Claros estaba bajo control de Notio, la cual debió haber permanecido como una pequeña ciudad eolia dominada por su vecina [Colofón] más poderosa, pero estaba protegida por ella contra la amenaza de Lidia. Notio no era lo suficientemente grande como para fundar colonias por su cuenta». El Imperio aqueménida conquistó Colofón y Notio a mediados del siglo VI a. C., pero fueron liberadas en las guerras médicas. Formaron parte de la Liga de Delos, a la cual Colofón tributaba tres talentos al año, la pequeña Notio sólo un tercio de talento.
Durante los primeros años de la guerra del Peloponeso, Notio se escindió en facciones, una de ellas recurrió a mercenarios arcadios bajo el mando persa; el navarco ateniense Paques restauró de forma despiadada en el poder a la facción proateniense. «Y más tarde los atenienses enviaron fundadores para colonizar Notio según sus propias leyes». Notio y Colofón siguieron coexistiendo y pagando su tributo a la Confederación de manera separada.
Posteriormente, sirvió como base de Atenas. En 406 a. C. fue el escenario de la victoria espartana en la Batalla de Notio. A finales del siglo IV a. C. se unió en una sympoliteia (confederación) con Colofón. En época romana el nombre de Notio cayó en completo olvido.